# Dulce de mamón
El dulce de mamón, mamón en almíbar o papaya en almíbar es uno de los postres de la gastronomía popular paraguaya, del noreste de Argentina y suroeste brasileño. Como su nombre lo indica, es tipo de fruta en almíbar que tiene como base al “mamón” (también llamado, en otros lugares del mundo: “papaya”, “melón de árbol”, “lechosa” o “fruta bomba”).
El nombre científico del mamón es Carica papaya, especie de la familia Caricaceae; planta de origen americano, conocida y empleada en México, América Central y del Sur desde hace varios siglos, aunque hoy día se cultiva en muchos países de otros continentes, principalmente, en Asia y África.
Se trata de pequeñas lonjas de mamón que se conservan en un almíbar espeso,  en el cual se cocinó el mamón y que acompaña al postre cuando es servido que posee por la naturaleza de sus ingredientes, altísimo valor calórico. Este preparado es parte del arte culinario ancestral del Paraguay, del noreste de Argentina y del suroeste brasileño. (parte de la gran zona poblada antiguamente por los guaraníes). A su vez es conocido y consumido en otros países de Latinoamérica, como en Venezuela donde se lo conoce como Dulce de lechosa y del resto del mundo.

## Ingredientes
Para el “dulce de mamón” o “mamón en almíbar” tradicional se utilizan los necesarios dos ingredientes básicos: trozos de mamón (que puede ser verde o maduro) y azúcar. Eventualmente, cuando la fruta está muy madura se puede utilizar lejía (agua en que se han disuelto álcalis o sus carbonatos) o agua con cal. Es aconsejable agregar, una vez cocinado el postre e indistintamente, clavo de olor, cáscara de naranja u cáscara de limón.

## Preparación
Si bien existen varias variantes para la preparación, la generalmente más utilizada contempla los pasos siguientes: a la fruta previamente cortada en trozos o pequeñas lonjas se la agrega abundante azúcar y se la deja reposar de cuatro a cinco horas, como mínimo. Durante ese tiempo, el mamón va liberando el agua que contiene y en la que finalmente, se hará la cocción (por lo general, no es necesario agregarle más agua).
Una vez liberado el líquido natural de la fruta, en un recipiente tapado y a fuego lento se lleva a cabo la cocción, sin que sea necesario revolver el preparado base.
El acto de cocinar el postre lleva varias horas y concluye cuando la fruta adquiere un color ámbar fuerte. Es entonces cuando se le puede agregar: clavo de olor, cáscara de naranja o cáscara de limón.

## Otros datos de interés
- El "mamón en almíbar" o “dulce de mamón” es, para muchos paladares, empalagoso. Por esto se recomienda agregar un pequeño chorro de jugo de pomelo, para contrarrestar el fuerte sabor dulce, al concluir el proceso y cuando el postre esté “a punto”.

- Pueden utilizarse indistintamente frutas verdes o maduras, si bien se recomienda siempre la utilización de frutas en el punto medio, vale decir, semiverdes o semimaduras.

- Cuando se utilizan frutas verdes, la cocción lleva mucho más tiempo y se calcula un kilo de azúcar por cada kilo de fruta. La misma cantidad es recomendada cuando se desea obtener un dulce, valga la redundancia, “muy dulce”.

- La fruta del mamón es de color amarillo anaranjado, muy sabroso, rica en sales minerales y vitaminas y, por ello mismo, recomendada para el tratamiento natural de enfermedades tales como digestión lenta y difícil, debilidad de estómago, ictericia, diabetes, asma, tos pulmonar y tuberculosis.

- Esta fruta en almíbar se suele acompañar de una porción de queso cremoso.